# Nightmare (japán együttes)
A Nightmare egy 2000-ben alakult japán együttes. Zenei irányzatok alapján a visual kei kategóriába lehet őket sorolni. A Death Note című animevel váltak híressé.

## Története
A zenekart 2000-ben alapította Szakito és Hicugi. Ekkor még egy Zannin nevű dobossal játszottak, de ő a következő évebn otthagyta őket. Így került a csapatba Ruka, aki azóta is oszlopos tagja az együttesnek.
2003-ban adták ki az első kislemezüket Belive címmel. Ezt követte az első stúdióalbum az Ultimate Circus, amiből koncertturné is lett.
2004-ben három új kislemezük jelent meg, majd megjelent a második nagylemezük, a Libido.
Az igazi áttörés 2007-ben történt meg, amikor felkérték őket a Death Note anime első nyitó- és záró-főcímdalára. A The World, és az Alumina igazi siker számok lettek. A legtöbben ekkor ismerték meg őket. 
Újabb nagy lemezt adtak ki, a The World Rulert, amivel egy azonos című turnét is szerveztek. 
A Claymore című animéhez is írtak egy openinget Raison d’Etre címmel.
Ebben az évben volt az első budókani koncertjük, a Far East Symphony: The Five Strats Night.
2008-ban kiadtak egy 'best of' lemezt. Ebben az évben is írtak zenét egy animéhez, a Mórjó no Hakóhoz (Lost in Blue, Naked Love). Ebben az évben volt a Nightmare Tour 2008 Grand Killer Show nevezetű turnéjuk, amiben egész Japánt bejárták.
2009-ben még egy nagylemezt jelentettek meg, a Majestical Parade-et. Több turnét is szerveztek japánon belül, Nippon Budókanban adaott koncertjükből DVD-t is készítettek, aminek címe Parade Tour Final „Majestic” volt.
2010-ben ünneplik az együttes tizedik évfordulóját. Ezt rögtön egy január elsejei nagylemezzel kezdték, ami a Gianizm nevet kapta.
A zenélés mellett saját rádió és tévé műsoraik is vannak. A Nightmare mellett van egy alteregó zenekaruk is a Szendai Kamocu (仙台貨物; Hepburn: Sendai Kamotsu), ami 2009 óta szünetel.

## Tagok
- Yomi (Csiba Dzsun, 1981. július 14., Furukava) – ének
- Hicugi (Ikari Micuo, 1982. március 5., Tokió) – gitár
- Szakito (Takahiro Szakagucsi, 1981. június 29., Mijagi) – gitár
- Ni~ya (Baba Judzsi, 1980. június 23., Mijagi) – basszusgitár
- Ruka (Szatoru Karino, 1979. június 9., Tokió) – dobok

## Diszkográfia
Stúdióalbumok
- Ultimate Circus (2003)
- Livid (2004)
- Anima (2006)
- The World Ruler (2007)
- Killer Show (2008)
- Majestical Parade (2009)
- Nightmare (2011)
- Scums (2013)
- To Be or Not to Be (2014)
- Carpe Diem (2015)